# Renato Münster
Renato Enrique Münster Gripe (né le 28 décembre 1962 à Santiago) est un acteur chilien.